# حركة المنشقين الكوبية
حركة المنشقين الكوبية (بالإنجليزية: Cuban dissident movement)‏، وهي حركة سياسية في كوبا تهدف إلى استبدال الحكومة الحالية بحكومة ليبرالية ديمقراطية. وطبقًا لمنظمة هيومن رايتس ووتش، تقمع الحكومة الكوبية جميع أشكال المعارضة السياسية تقريبًا.

## خلفية

### الثورة الكوبية لعام 1959
وصل فيدل كاسترو إلى السلطة مع الثورة الكوبية عام 1959. وبنهاية عام 1960، طبقًا لبول إتش. لويس في كتابه الأنظمة السلطوية في أمريكا اللاتينية، أُغلقت كافة الصحف المعارضة، وكانت جميع محطات الراديو والتلفزيون خاضعةً لسيطرة الحكومة. ذكر لويس أيضًا وجود حملات تطهير ضد المعلمين والأساتذة الجامعيين المعتدلين، إذ اعتقلت الحكومة نحو 20000 منشق، كما تعرضوا للتعذيب في السجون.
أُجبر المثليون، بالإضافة إلى المجموعات «المنحرفة» الأخرى، الذين مُنعوا من التجنيد الإجباري، على تأدية خدمتهم العسكرية الإلزامية في معسكرات أُطلق عليها «الوحدات العسكرية لدعم الإنتاج» خلال ستينيات القرن العشرين، وخضعوا «لإعادة التعليم» السياسي. اعتدى بعض القادة العسكريين التابعين لكاسترو على السجناء بوحشية.
وفي جميع الهيئات الحكومية تقريبًا، كان الولاء للنظام الحاكم معيارًا أساسيًا في كافة التعيينات.

#### سلطة الحكومة
- تخضع وسائل الإعلام لقسم التوجيه الثوري الخاص بالحزب الكوبي الشيوعي، والذي «يطور وينسق الاستراتيجيات الدعائية».
- يشير تقرير منظمة هيومن رايتس ووتش على كوبا عام 1999 إلى وجود عقوبات في كوبا لكل من «يهدد، أو يقذف، أو يشهر، أو يشوه سمعة، أو يهين، بالإضافة إلى أي شكل آخر من أشكال الإهانات أو الإساءة، شفهيًا أو كتابيًا، كرامة أو كياسة السلطة الكوبية، أو أي موظف عام، بالإضافة إلى وكلائه ومساعديه». وتوجد عقوبات أكثر قسوةً أيضًا لكل من يظهر ازدراءً لرئيس مجلس الدولة الكوبي، ورئيس المجلس الوطني للسلطة الشعبية، وأعضاء مجلس الدولة أو مجلس الوزراء، أو نواب المجلس الوطني للسلطة الشعبية.
- يوجد حكم بالسجن يتراوح بين 3 أشهر إلى عام واحد لكل من «يقذف، أو يشوه سمعة، أو يزدري علنًا مؤسسات الجمهورية، أو المنظمات السياسية، أو الجماهيرية، أو الاجتماعية التابعة للدولة، أو أبطال أو شهداء الوطن».
- لا يسمح للكوبيين بإصدار، أو توزيع، أو الاحتفاظ بالمنشورات دون إبلاغ السلطات.[6]
- تُعرَّف الخطورة الاجتماعية بأنها انتهاكات للأخلاق الاشتراكية، يمكن أن تستدعي تطبيق «تدابير ما قبل وقوع الجريمة» و«التدابير العلاجية».
- وبالنسبة للمؤسسات، يشير تقرير هيومن رايتس ووتش إلى أن وزارة الداخلية مسؤولة بشكل رئيسي عن مراقبة السكان الكوبيين للبحث عن أي علامات للمعارضة.
- في عام 1991، ظهرت آليتان جديدتان للرقابة الداخلية والسيطرة. نظم قادة الحزب الشيوعي الأنظمة الفردية للحذر والحماية (SUVP). وتراقب كتائب التحرك السريع، والتي تُعرف أيضًا بكتائب الاستجابة السريعة، المنشقين وتسيطر عليهم. يحافظ النظام أيضًا على «الملفات الأكاديمية وملفات العمل الخاصة بكل مواطن، والتي يسجل فيها المسؤولون الأفعال والأقوال التي قد تؤثر على ولاء المواطن للنظام. وقبل الترقي إلى مدرسة جديدة، أو منصب جديد، يجب أولًا أن يكون ملف المواطن مقبولًا».[7]

### الوضع الآن
في عام 2017، وُصفت كوبا بأنها واحدة من دولتين تخضعان «لنظام حكم سلطوي» في الأمريكتين في مؤشر الديمقراطية لعام 2017 بمجلة ذي إيكونوميست. كانت جزيرة كوبا في المركز الثاني على مستوى العالم من ناحية عدد السجناء من الصحفيين في عام 2008، وكانت جمهورية الصين الشعبية في المركز الأول، وذلك طبقًا للجنة حماية الصحفيين (CPJ)، وهي منظمة صحفية دولية. يعتبر الجيش الكوبي مؤسسةً مركزيةً؛ إذ يسيطر على 60% من الاقتصاد، كما أنه أساس حكم راؤول كاسترو.
طبقًا لإحدى المقالات المنشورة في دورية هارفارد الدولية، تعد المجموعات المنشقة ضعيفةً ومخترقةً من قبل أمن الدولة الكوبي. ويخضع الإعلام بالكامل لسيطرة الدولة. ويواجه المنشقون صعوبات في التنظيم «وأظهر قادتهم شجاعةً بالغةً في مجابهة النظام الحاكم. ومع ذلك، ومرارًا وتكرارًا، ظل الجهاز الأمني يشوه مصداقيتهم أو يدمرهم. ولهذا، فإنهم لا يمثلون تهديدًا كبيرًا للنظام الحاكم».
تذكر مقالة هل يمكن أن تتغير كوبا؟ في صحيفة الديمقراطية الخاصة بالوقف الوطني للديمقراطية (NED)، أن نحو 90% من الشعب يشكلون طبقةً دنيا مقموعةً سياسيًا واقتصاديًا، «ويكمن مفتاح التغيير السلمي في استخدام مبادئ الديمقراطية وحقوق الإنسان لتوحيد وحشد هذه الأغلبية الساحقة من المحرومين في مواجهة هذا النظام القمعي». يشكل العمال مصدرًا هامًا للسخط ضد الحكومة. وتخضع النقابة العمالية الكوبية الوحيدة لسيطرة الحكومة، كما أن الإضرابات محظورة. ازداد أيضًا عدد المنشقين من الكوبيين الأفارقة؛ بسبب العنصرية في كوبا.
في عام 2012، حذرت منظمة العفو الدولية من ارتفاع قمع المنشقين الكوبيين على مدار العامين الماضيين، واستشهدت بإضراب ويلمار فييار عن الطعام حتى الموت، بالإضافة إلى اعتقالات سجناء الضمير؛ ياسمين كونييدو ريفيرون، ويوسماني رافاييل ألفاريز إسموري، وأنطونيو ميشيل، وماركوس مايكل ليما كروز. أبلغت لجنة حقوق الإنسان الكوبية عن وجود 6602 حالة اعتقال لمعارضي الحكومة في عام 2012، إذ ارتفعت حالات الاعتقال إلى هذا العدد بعد أن كانت 4123 حالةً فقط في 2011.